# Camponotus dalmaticus
Camponotus dalmaticus är en myrart som först beskrevs av Nylander 1849.  Camponotus dalmaticus ingår i släktet hästmyror, och familjen myror. Inga underarter finns listade.

## Bildgalleri

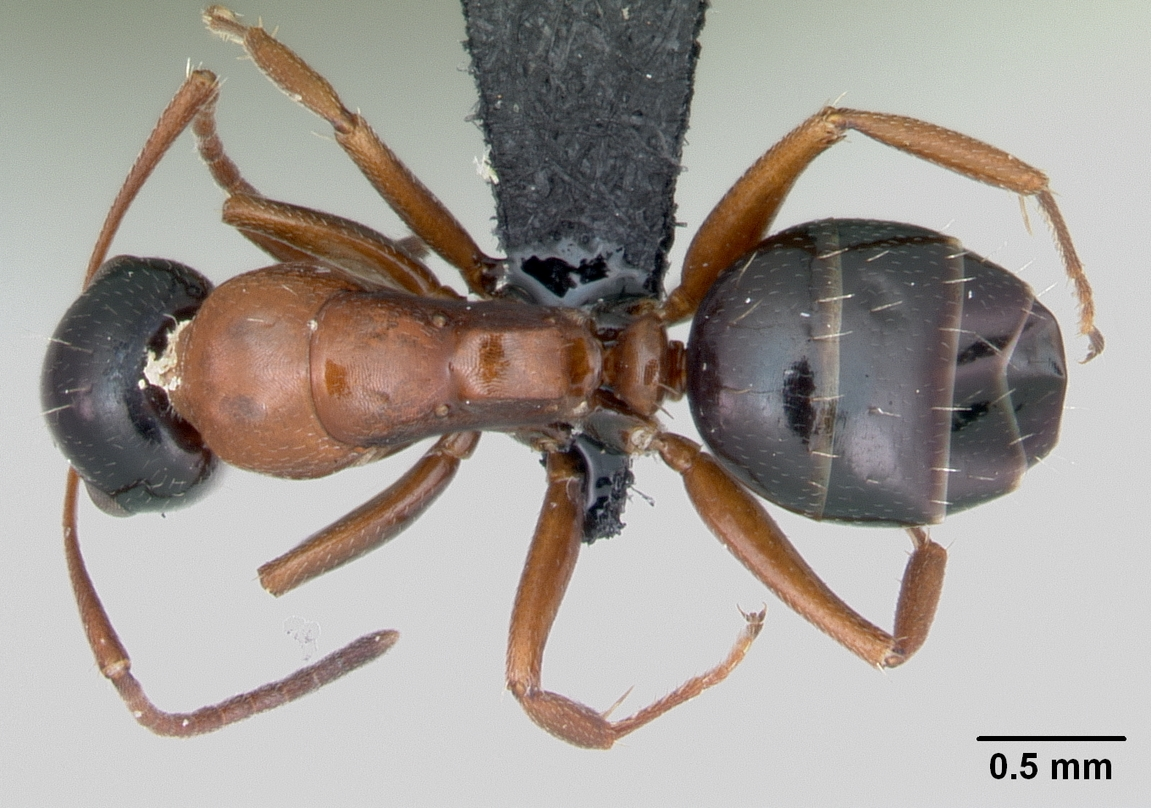
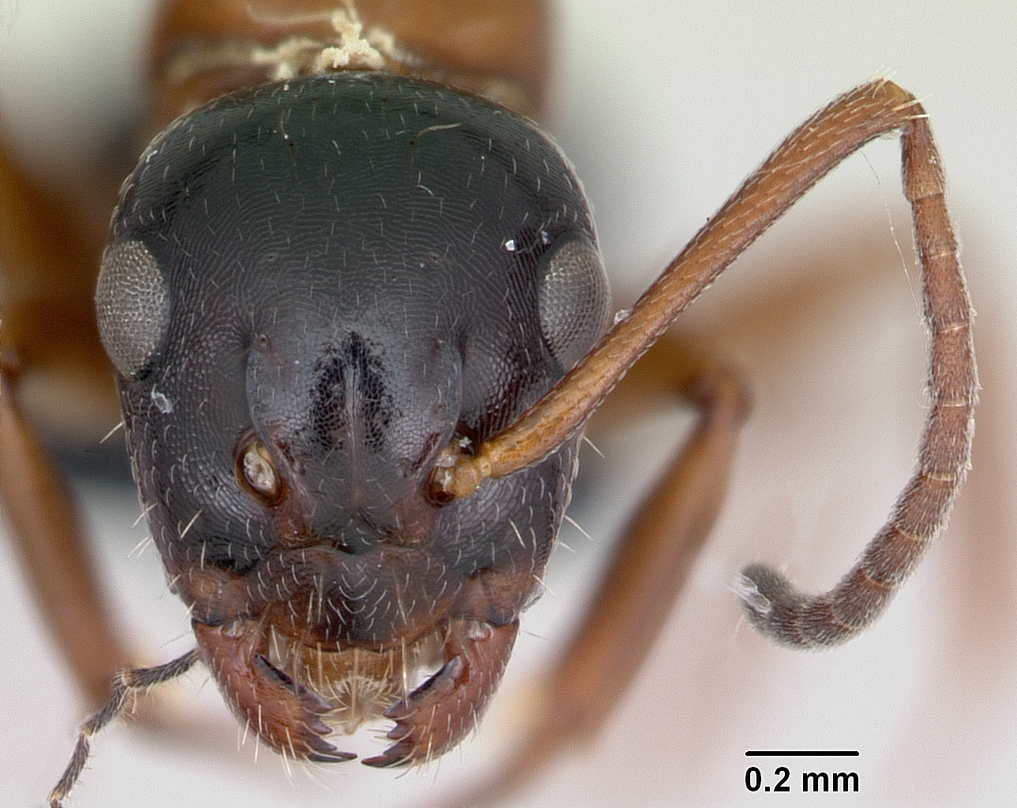
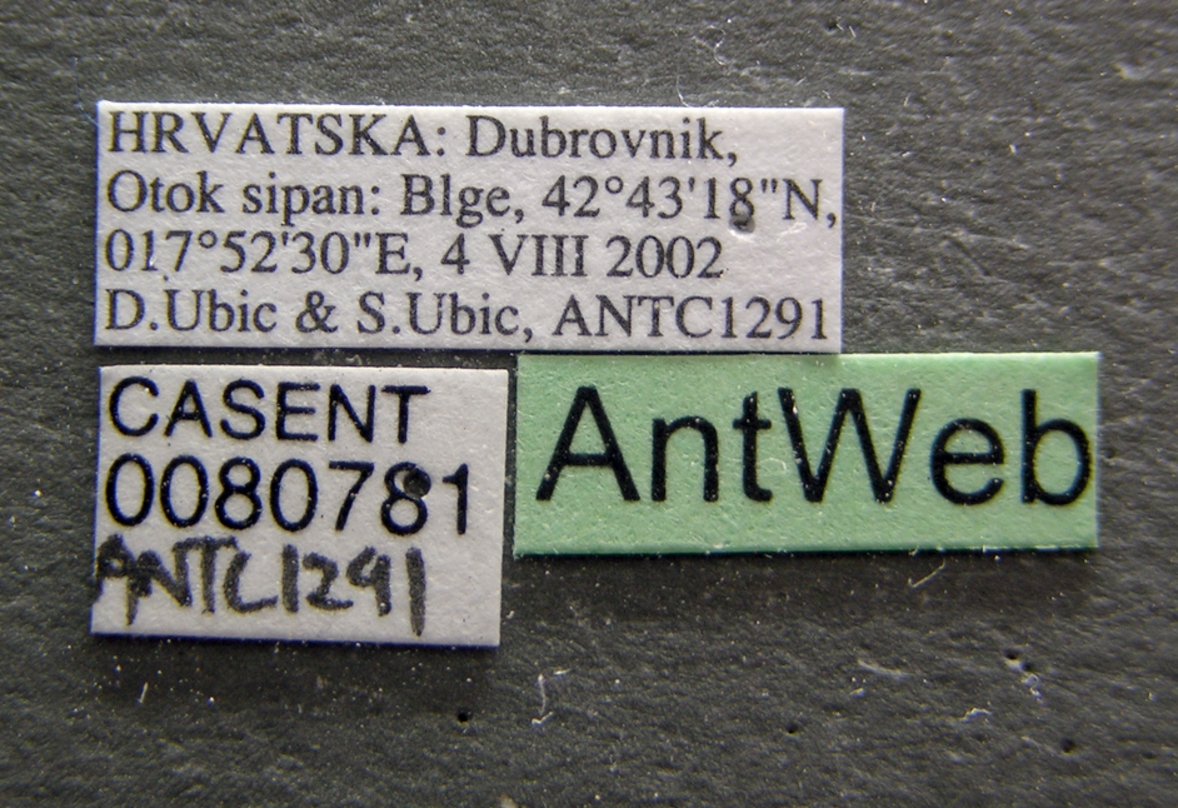
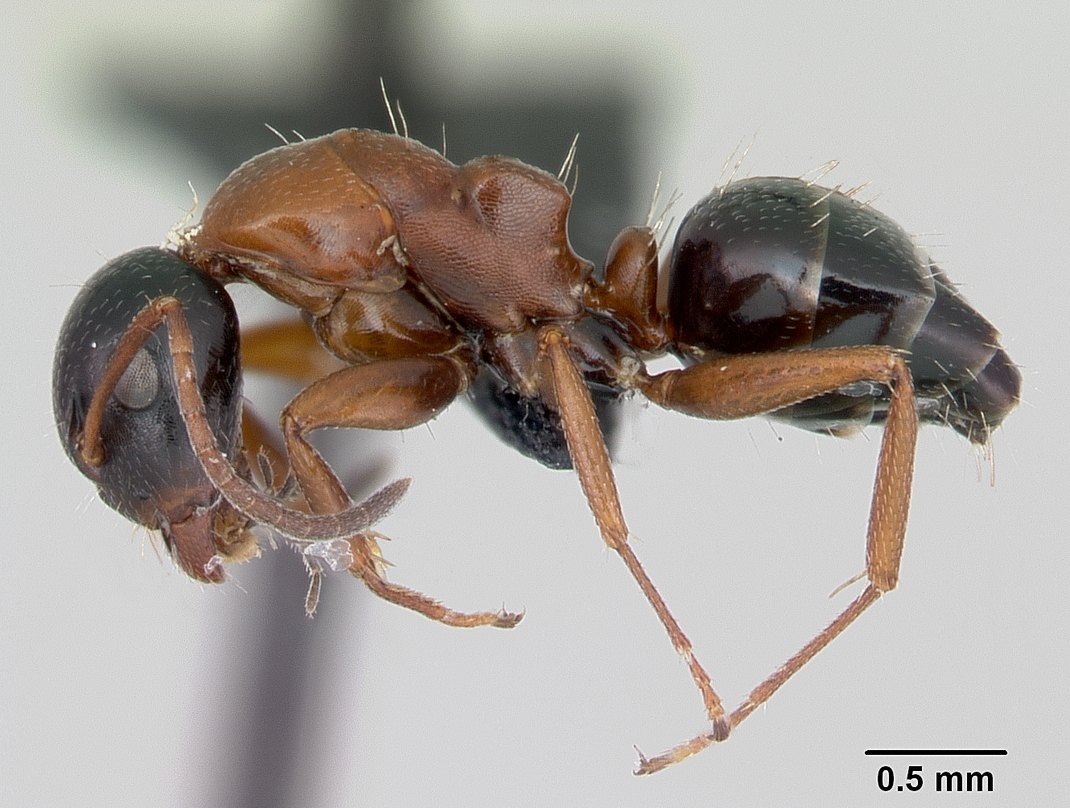